# 1000-km-Rennen von Istanbul 2005

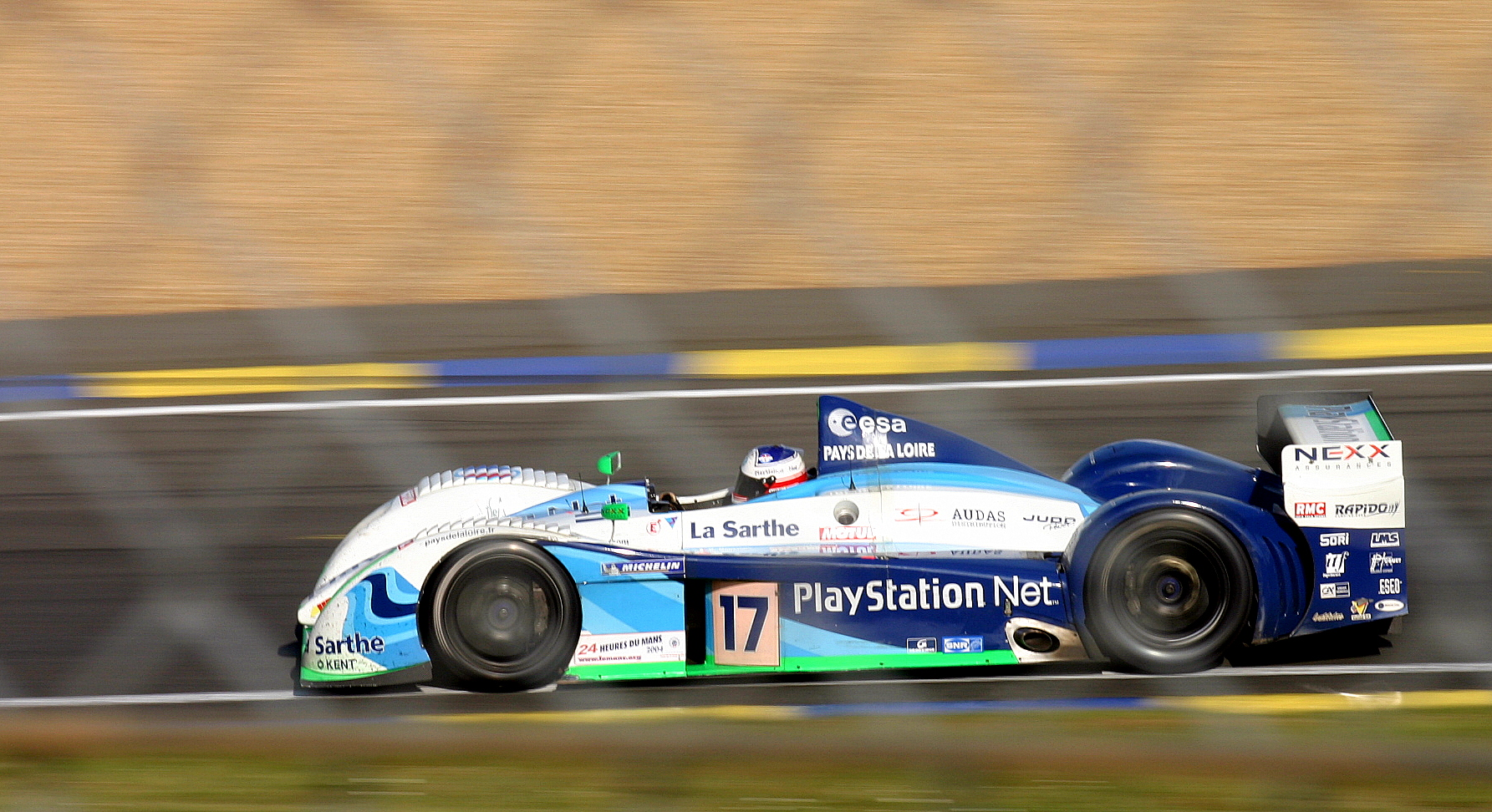
Siegerwagenmodel Pescarolo C60, hier beim 24-Stunden-Rennen von Le Mans 2004

Das 1000-km-Rennen von Istanbul 2005, auch Le Mans Series Istanbul 1000 km 2005, fand am 13. November auf dem Istanbul Park Circuit statt und war der fünfte und letzte Wertungslauf der European Le Mans Series dieses Jahres.

## Das Rennen
Mit dem Sieg in Istanbul gewann Pescarolo Sport, das Rennteam von Henri Pescarolo, sowohl den Team- als auch die Fahrertitel. Emmanuel Collard und Jean-Christophe Boullion fuhren auf ihrem Pescarolo C60 Hybrid zum Titel, da ihre Konkurrenten um den Meisterschaftserfolg, das Zytek-Duo Casper Elgaard und Hayanari Shimoda nur den vierten Rang erreichten.

## Ergebnisse

### Schlussklassement
| 1               | LMP1 | 17 | Pescarolo Sport           | Emmanuel Collard Jean-Christophe Boullion                     | Pescarolo C60 Hybrid      | 173 |
| 2               | LMP1 | 4  | Audi Playstation Oreca    | Allan McNish Stéphane Ortelli                                 | Audi R8                   | 173 |
| 3               | LMP1 | 7  | Creation Autosportif      | Nicolas Minassian Jean-Denis Delétraz Jamie Campbell-Walter   | DBA 03S                   | 171 |
| 4               | LMP1 | 15 | Zytek Motorsport          | Tom Chilton Casper Elgaard Hayanari Shimoda                   | Zytek 04S                 | 171 |
| 5               | LMP1 | 9  | Team Jota                 | Sam Hancock Gregor Fisken Jason Tahincioğlu                   | Zytek 04S                 | 169 |
| 6               | LMP2 | 25 | RML                       | Thomas Erdos Mike Newton                                      | MG-Lola EX264             | 164 |
| 7               | LMP2 | 39 | Chamberlain Synergy Motor | Guy Smith Gareth Evans Peter Owen                             | Lola B05/40               | 164 |
| 8               | LMP1 | 8  | Rollcentre Racing         | João Barbosa Martin Short Vanina Ickx                         | Dallara LMP               | 164 |
| 9               | LMP2 | 27 | Horag Lista Racing        | Didier Theys Thed Björk                                       | Lola B05/40               | 163 |
| 10              | GT1  | 51 | BMS Scuderia Italia       | Christian Pescatori Michele Bartyan Toni Seiler               | Ferrari 550 Maranello     | 161 |
| 11              | LMP2 | 32 | Team Barazi               | Michael Vergers Juan Barazi                                   | Courage C65               | 160 |
| 12              | GT1  | 52 | BMS Scuderia Italia       | Fabio Babini Matteo Cressoni Miguel Ramos                     | Ferrari 550 Maranello     | 160 |
| 13              | GT1  | 67 | Menx                      | Peter Kox Pedro Lamy Robert Pergl                             | Ferrari 550 Maranello     | 158 |
| 14              | GT1  | 61 | Convers Team              | Christophe Bouchut Darren Turner Alex Vassiliev               | Ferrari 550 Maranello     | 158 |
| 15              | LMP1 | 18 | Rollcentre Racing         | Bruce Jouanny Harold Primat                                   | Dallara LMP               | 156 |
| 16              | GT2  | 93 | Scuderia Ecosse           | Andrew Kirkaldy Nathan Kinch                                  | Ferrari 360 Modena GT     | 156 |
| 17              | GT2  | 99 | GPC Sport                 | Jaime Melo Luca Drudi Gabrio Rosa                             | Ferrari 360 Modena GTC    | 156 |
| 18              | GT2  | 83 | Seikel Motorsport         | Horst Felbermayr junior Philip Collin Horst Felbermayr senior | Porsche 996 GT3-RSR       | 153 |
| 19              | GT2  | 89 | Sebah Automotive          | Thorkild Thyrring Pierre Ehret Lars-Erik Nielsen              | Porsche 996 GT3-RSR       | 152 |
| 21              | LMP1 | 13 | Courage Compétition       | Jean-Marc Gounon Alexander Frei                               | Courage C60 Hybrid        | 149 |
| 22              | LMP2 | 28 | Ranieri Randaccio         | Fabio Mancini Ranieri Randaccio                               | Tampolli SR2 RTA-2001     | 148 |
| 23              | GT1  | 68 | JMB Racing                | Peter Kutemann Antoine Gosse Stéphane Daoudi                  | Ferrari 575 Maranello GTC | 146 |
| 24              | GT2  | 73 | Ice Pol Racing Team       | Christian Lefort Markus Palttala Yves Lambert                 | Porsche 996 GT3-RSR       | 143 |
| 25              | GT1  | 57 | Paul Belmondo Racing      | Jean-Michel Papolla Stéphane Lacroix-Wasover Didier Sommereau | Chrysler Viper GTS-R      | 135 |
| Nicht klassiert |      |    |                           |                                                               |                           |     |
| 26              | GT2  | 95 | RaceSport Peninsula TVR   | Rick Pearson John Hartshorne Richard Stanton                  | TVR Tuscan T400R          | 146 |
| Ausgefallen     |      |    |                           |                                                               |                           |     |
| 27              | GT2  | 85 | Spyker Squadron           | Jeroen Bleekemolen Donny Crevels                              | Spyker C8 Spyder GT2R     | 88  |
| 28              | LMP2 | 37 | Paul Belmondo Racing      | Didier André Cemil Cipa Paul Belmondo                         | Courage C65               | 75  |
| 29              | GT2  | 76 | Autorlando Sport          | Luigi Moccia Franco Groppi Joël Camathias                     | Porsche 996 GT3-RSR       | 74  |
| 30              | LMP2 | 35 | G-Force                   | Jean-Francois Leroch Frank Hahn Tim Greaves                   | Courage C65               | 46  |
| 31              | LMP2 | 20 | Pierre Bruneau            | Marc Rostan Simon Pullan Philippe Haezebrouck                 | Pilbeam MP93              | 36  |
| 32              | GT2  | 81 | Team LNT                  | Jonny Kane Lawrence Tomlinson Warren Hughes                   | TVR Tuscan T400R          | 32  |
| 33              | LMP2 | 26 | Palmyr                    | Philippe Favre Christophe Ricard Grégory Fargier              | Lucchini SR2000           | 26  |
| Nicht gestartet |      |    |                           |                                                               |                           |     |
| 34              | LMP2 | 82 | Team LNT                  | Patrick Pearce Tom Kimber-Smith Marc Hynes                    | TVR Tuscan T400R          | 1   |

1 Motorschaden im Training

### Nur in der Meldeliste
Hier finden sich Teams, Fahrer und Fahrzeuge, die ursprünglich für das Rennen gemeldet waren, aber aus den unterschiedlichsten Gründen daran nicht teilnahmen.
| Pos. | Klasse | Nr. | Team                 | Fahrer                                          | Chassis               |
| ---- | ------ | --- | -------------------- | ----------------------------------------------- | --------------------- |
| 35   | LMP1   | 10  | Racing for Holland   | Jan Lammers Beppe Gabbiani Felipe Ortiz         | Dome S101             |
| 36   | LMP2   | 22  | Tracsport            | John Ingram                                     | Tampolli SR2 RTA-2001 |
| 37   | LMP2   | 30  | Kruse Motorsport     | Phillip Bennett Michael Vergers Juan Barazi     | Courage C65           |
| 38   | GT1    | 56  | Paul Belmondo Racing | Pierre Perret Benjamin Leuenberger Karim Ajlani | Chrysler Viper GTS-R  |

### Klassensieger
| Klasse | Fahrer              | Fahrer                   | Fahrer      | Fahrzeug               | Platzierung im Gesamtklassement |
| ------ | ------------------- | ------------------------ | ----------- | ---------------------- | ------------------------------- |
| LMP1   | Emmanuel Collard    | Jean-Christophe Boullion |             | Pescarolo C60 Hybrid   | Gesamtsieg                      |
| LMP2   | Thomas Erdos        | Mike Newton              |             | MG-Lola EX264          | Rang 6                          |
| GT1    | Christian Pescatori | Michele Bartyan          | Toni Seiler | Ferrari 550 Maranello  | Rang 10                         |
| GT2    | Luca Drudi          | Gabrio Rosa              | Jaime Melo  | Ferrari 360 Modena GTC | Rang 17                         |

### Renndaten
- Gemeldet: 38
- Gestartet: 33
- Gewertet: 25
- Rennklassen: 4
- Zuschauer: unbekannt
- Wetter am Renntag: Regen
- Streckenlänge: 5,338 km
- Fahrzeit des Siegerteams: 6:01:32.5940 Stunden
- Gesamtrunden des Siegerteams: 173
- Gesamtdistanz des Siegerteams: 932,124 km
- Siegerschnitt: 153,255 km/h
- Pole Position: Emmanuel Collard – Pescarolo C60 Hybrid (#17) – 1:39,359 = 192,611 km/h
- Schnellste Rennrunde: Emmanuel Collard – Pescarolo C60 Hybrid (#17) – 1:51,813 = 171,866 km/h
- Rennserie: 5. Lauf zur Le Mans Series 2005